# Elymniopsis hybrida
Elymniopsis hybrida är en fjärilsart som beskrevs av Friedrich Wilhelm Niepelt 1915. Elymniopsis hybrida ingår i släktet Elymniopsis och familjen praktfjärilar. Inga underarter finns listade i Catalogue of Life.